# Critique textuelle
 (janvier 2025).
Si vous disposez d'ouvrages ou d'articles de référence ou si vous connaissez des sites web de qualité traitant du thème abordé ici, merci de compléter l'article en donnant les références utiles à sa vérifiabilité et en les liant à la section « Notes et références ».
La critique textuelle est une science, à l’intersection de l’histoire, de la philologie, de la critique littéraire et de la littérature, qui étudie la rédaction et les circonstances de rédaction, ainsi que la tradition de textes anciens jusqu’à nous. Discipline des études textuelles (en), elle se distingue de la critique des sources (en) (étude critique d'un texte dans le but de connaître les différentes sources ayant permis à l'auteur de le composer ou, selon une définition plus extensive, examen de sources telles que des textes, des documents iconographiques ou épigraphiques).
Également appelée critique de restitution, la critique textuelle est l'opération visant à reconstituer, d'après les témoins subsistants, la teneur originelle d'un texte, forme écrite d'une œuvre. Elle comporte deux types d'exercices distincts, la critique externe et la critique interne.

## Généralités
Les étapes et objectifs de la critique textuelle sont :
1. la découverte et la documentation de vieux manuscrits, de vieilles écritures ;
2. la comparaison des variantes ;
3. si possible, l'établissement du texte le plus proche de la version originale.

La comparaison des variantes peut venir d'un « critère externe » du genre :
1. datation du support d'écriture – un papyrus est, par exemple, généralement plus ancien qu'un parchemin –, voire de la composition de l'encre ;
2. datation du type d'écriture – un texte en minuscule est, par exemple, généralement plus récent qu'un texte rédigé en majuscule ; cfr. caroline, onciale.

On décide toutefois principalement après des « critères internes » :
- la leçon difficile est plus probablement l'originale contre la simple, parce que le copiste préférera simplifier un contenu connu et facile à la plume que de surmonter une étrange formulation ;
- la leçon la plus courte est plus probablement l'originale, parce le copiste préférera ajouter du contenu qu'en retirer ;
- il arrivait que les moines copistes ne sachent pas lire et reproduisent les manuscrits comme des dessins.

## Méthodes
Trois approches sont fondamentales dans la critique textuelle : l’édition de référence, l’éclectisme, la stemmatique.

### Édition de référence
Avec l'édition de référence, le critique choisit pour texte de base un manuscrit jugé digne de confiance. Souvent le texte de base choisi est supposé le manuscrit le plus ancien du texte, mais, avant l'imprimerie, le texte de base était souvent un manuscrit actuel.
En utilisant la méthode de l'édition de référence, le texte à examiner est confronté au texte de base, le critique procède à des corrections (appelées emendatio) dans les endroits où le texte lui semble erroné. Ceci peut être fait en recherchant les endroits du texte comportant des leçons incompréhensibles ou en examinant la leçon d'autres textes témoins pour trouver une leçon supérieure. Les conflits sont habituellement résolus en faveur du texte de référence.
La méthode est fragile : elle favorise l'intégration des « fautes » du copiste, telles les interpolations, ou l'intégration de gloses (« annotations ») dans les copies suivantes du texte quand l'édition de référence est le plus récent manuscrit. Dans quelques cas, ces parties de texte modifiées du point de vue du contenu l'ont été volontairement – comme quelques passages d'un évangile adaptés aux passages parallèles d'un autre évangile.
La première édition imprimée du Nouveau Testament en grec, le Novum Testamentum Graece, a été produite par cette méthode. Érasme a choisi un manuscrit dans la collection du couvent dominicain local à Bâle et a corrigé des erreurs évidentes en consultant d'autres manuscrits locaux.

### Éclectisme
L'éclectisme consiste, en pratique, à examiner un grand nombre de manuscrits et à choisir la variante qui semble supérieure, habituellement pour les raisons internes. En théorie, dans cette approche, aucun manuscrit n'est favorisé mais, dans la pratique, le critique éclectique tend à choisir un couple des favoris, choix basé sur des critères externes, pour résoudre les cas douteux.
L'éclectisme est la méthode dominante d'édition critique du texte grec du Nouveau Testament (Nestlé-Aland, 27e édition), qui ne peut être trouvé entièrement en aucun manuscrit mais est une combinaison des leçons de divers manuscrits. Néanmoins, les manuscrits du texte-type Alexandrin sont favorisés, et le texte critique a décidément une teinte alexandrine.

### Stemmatique

Présentation stemmatique de l’hypothèse documentaire, concernant une partie de l'Ancien Testament (Lévitique, Deutéronome, livres de Josué, des Juges, livres de Samuel, livres des Rois).

La recension stemmatique est l'une des approches les plus rigoureuses de la critique textuelle. Elle exige la reconstruction de l'histoire du texte en examinant les variantes selon des modèles d'erreur. En particulier, les critiques stemmatiques emploient le principe que « une communauté d'erreur implique une unité d’origine » pour décider si un groupe de manuscrits sont engendrés d'un intermédiaire perdu, nommé un hyparchétype. On détermine alors les relations entre les intermédiaires perdus par le même processus, de sorte que tous les manuscrits existants puissent être placés dans un arbre généalogique ou stemma codicum descendus d'un seul hyparchétype.
Après cette étape, appelée la recensio, le critique stemmatique procède alors à l'étape de la selectio, où le texte de l'archétype est déterminé en examinant les variantes des hyparchétypes les plus proches de l'archétype et en choisissant les meilleurs. Dès que le texte de l'archétype est établi, se déroule l'étape de l’examinatio pour examiner ce texte et en rechercher les corruptions. Si le texte archétypal semble corrompu, il est corrigé par un processus de divinatio ou une emendatio.
Ainsi, la méthode stemmatique adopte les techniques des autres approches après le recollement des manuscrits dans un cadre historique rigoureux. Le processus de selectio ressemble à la critique textuelle éclectique, mais appliquée à un ensemble restreint d'hyparchétypes hypothétiques. Les étapes de l’examinatio et de l’emendatio ressemblent à la méthode du texte de référence.
En fait, les autres techniques peuvent être vues en tant que méthodes spécifiques de la stemmatique. Mais la faiblesse de la méthode tient au fait que les antécédents familiaux du texte ne peuvent être déterminés rigoureusement, seulement approchés même très approchés.
S’il semble qu’un manuscrit est le texte de loin le meilleur, la méthode de l’édition de référence est appropriée ; s'il semble qu'un groupe de manuscrits est bon, alors l'éclectisme sur ce groupe s'impose.